# You're So Vain
You're So Vain è una canzone pop-rock, scritta e incisa da Carly Simon nel 1972 e inclusa nel terzo album della cantautrice statunitense, intitolato No Secrets. Si tratta di uno dei brani più rappresentativi e di maggiore successo nella carriera della cantante.
Il singolo, pubblicato su etichetta Elektra Records e prodotto da Richard Perry, raggiunse il primo posto delle classifiche.
Numerosi sono i cantanti che hanno eseguito una cover del brano, a cominciare da Liza Minnelli nel 1973 fino alla versione rock di Marilyn Manson nel 2012.

## Storia

### Composizione
Inizialmente, la melodia fu scritta dalla Simon per una canzone che si doveva intitolare Bless You Ben. In seguito, la stessa Simon pensò di cambiare le parole "Bless you Ben, you came in, where nobody else left off," con "'You're so vain, you probably think this song is about you", ovvero "Sei così vanitoso, probabilmente pensi che questa canzone sia su di te", pensando ad un uomo con cui aveva avuto una relazione. Non è mai tuttavia stato chiarito a chi fosse dedicata la canzone. Si sono fatte varie ipotesi: qualcuno ha pensato che il soggetto fosse Warren Beatty, altri che fosse Mick Jagger, altri che fosse Kris Kristofferson, altri ancora che si trattasse di Cat Stevens, altri ancora che si trattasse di James Taylor, ovvero tutte persone che avevano avuto una relazione con la Simon.
La Simon assicurò solamente che la canzone non trattasse di quest'ultimo, con il quale si era sposata un mese prima della pubblicazione del brano. Secondo il produttore Richard Perry, invece, sarebbe stata dedicata a vari a uomini, ma in particolar modo a Warren Beatty. Il titolo originale del brano, al momento della registrazione del demo, era Ballad of a Vain Man, poi cambiato in You're So Vain, dalle parole del ritornello.

### Incisione
Il brano fu registrato a Londra. All'incisione del brano, che porta la firma di Paul Buckmaster per l'arrangiamento, parteciparono come seconda voce Harry Nilsson e per tutta la durata dei cori, Mick Jagger.

### Il singolo nelle classifiche
Il singolo rimase per tre settimane in vetta alla classifica Billboard Hot 100, in Australia per sette settimane ed in Canada e raggiunse la terza posizione nel Regno Unito e la settima posizione nei Paesi Bassi. Il 1º agosto 1973 fu certificato disco d'oro dalla RIAA. Nel 2004 ha vinto il Grammy Hall of Fame Award.

## Testo
Il testo dà voce ad una donna, che descrive gli atteggiamenti di un uomo che era stato suo in passato, ma non sembra volergli dare soddisfazione dicendo che questa canzone è dedicata proprio a lui, ma come probabilmente sia lui, vanitoso qual è, a pensare ciò. Di quest'uomo ne parla come un uomo di successo, ma dando a tale descrizione una connotazione fortemente negativa:  comincia, dicendo nella prima strofa come questi, durante una festa, si atteggiasse come se si trovasse su uno yacht e come fosse desiderato da tutte le ragazze presenti. E pensa infine a dove possa trovarsi adesso: probabilmente - dice - assieme alla moglie del suo migliore amico. Il ritornello si caratterizza per la ripetizione delle parole "don't you", eseguite dal coro.

## Staff artistico
- Carly Simon (voce principale)
- Harry Nilsson (coro)[4]
- Mick Jagger (coro)[4]

## Tracce
45 giri (versione originale del 1972)
1. You're So Vain 4:25
2. His Friends Are More Than Fond of Robin 3:00

45 giri (riedizione del 1975)
1. You're So Vain 4:25
2. The Right Thing to Do 2:57

45 giri (riedizione del 1988)
1. You're So Vain 4:25  (etichetta: Arista Records)
2. Do the Walls Come Down

## Classifiche

### Classifiche settimanali
| Classifica (1973)           | Posizione massima |
| --------------------------- | ----------------- |
| US Billboard Hot 100        | 1                 |
| US Adult Contemporary Chart | 1                 |

### Classifiche di tutti i tempi
| Classifica (1958-2021) | Posizione |
| ---------------------- | --------- |
| Stati Uniti            | 100       |

## Aneddoti legati al brano
- Nel 1976, la Simon che doveva eseguire il brano nel corso della trasmissione Saturday Night Live, colta da una sorta di attacco di panico prima di salire sul palco, lo registrò solamente un'ora prima della messa in onda[4]
- Howard Stern dichiarò che la Simon gli aveva rivelato a chi fosse dedicato il brano, ma di essersene dimenticato[4]

## Cover
Tra gli artisti che hanno eseguito una cover di You're So Vain, figurano, tra gli altri (in ordine alfabetico):
- Ronnie Aldrich (2003)
- David Axelrod (in: Heavy Axe del 1975 e The Axelrod Chronicles del 2000)
- Chimira (singolo del 1996)
- Daryll-Ann (1995)
- Garbage
- Monika Herzig (In Your Own Sweet Voice, 2005)
- Susanna Hoffs (2009)
- James Last (in: International Super Hits del 2000 e in Romantic Magic del 2006)
- Faster Pussycat (singolo del 1990)
- Marilyn Manson e Johnny Depp (nell'album Born Villain del 2012)
- Mina (nell'album Finalmente ho conosciuto il conte Dracula... del 1985)
- Liza Minnelli (nell'album Liza Minnelli, The Singer del 1973 e in vari album successivi)
- Shima (singolo del 1996)
- Smokie
- Ze Malibu Kids (Sound It Out, 2003)
- Janet Jackson ha utilizzato una porzione del brano come campionamento per Son of a Gun (I Betcha Think This Song Is About You), il terzo singolo del suo album All for You (2001). Carly Simon ha ricevuto crediti di featuring e ha reinciso la sua parte vocale nel campione.

## La canzone nel cinema e nelle fiction
- La canzone compare nel secondo episodio della quinta stagione della serie televisiva 30 Rock, episodio intitolato "When It Rains It Pours" e girato nel 2010[15]
- La canzone compare nel film "Come farsi lasciare in 10 giorni".